# Calodactylus schmalzi
Calodactylus schmalzi är en skalbaggsart som beskrevs av Ohaus 1913. Calodactylus schmalzi ingår i släktet Calodactylus och familjen Melolonthidae. Inga underarter finns listade.